# دركتوم الصوفان
دُرْكَتُوم الصُّوفَان نوع من الخنفساء من جنس دركتوم في فصيلة الهبونيات. يرقاتها تعيش على الفطور أخصها الصوفان.